# Nirone (torrente)
Il Nirone (Cantaràna in lingua lombarda) è un torrente della Lombardia che nasce a Cesate. Unendosi a Baranzate con il torrente Guisa dà origine al torrente Merlata, che prosegue il suo percorso verso sud attraversando Milano. 

## Idrografia
Il Nirone non possiede una vera sorgente, ma si origina nei boschi tra Cesate e Solaro all'incirca tra Corso Europa e Via Quattordicesima Strada grazie alle piogge che cadono sui terreni argillosi, e quindi poco permeabili, delle groane. 
Nel primo tratto, il Nirone attraversa il Parco delle Groane e il suo corso scorre pertanto fra boschi, campi coltivi e siepi campestri. Nel tratto esterno al parco, invece, gli argini sono artificiali e il corso d'acqua scorre perlopiù in ambito urbanizzato.
Il Nirone bagna Cesate, Garbagnate Milanese, dove sottopassa il Canale Villoresi, e Bollate. Uscito dal Parco delle Groane, poco oltre il confine con Baranzate, a 430 metri dall'attraversamento della strada provinciale 46, riceve le acque del torrente Guisa dando origine al torrente Merlata che, avendo acque più inquinate, compromette l'equilibrio ecologico della sua parte finale. 

## Fauna
Nel Nirone vi si trovano varie specie di pesci, come alborelle, cavedani, carassi, carpe, scardole, oltre a persici reali e persici sole. Data la quantità di pesce disponibile, lungo le sue rive si sono stabiliti permanentemente uccelli quali il martin pescatore e l'airone. 
Un tempo, nel suo tratto milanese, il Nirone era uno dei corsi d'acqua in cui i ranari (ranatt in dialetto milanese), ovvero i pescatori di rane, catturavano questi anfibi per poi venderli a scopi alimentari (erano comunemente usate nei risotti): da questa consuetudine deriva il toponimo del Nirone in lingua lombarda Cantaràna.

## L'alveo originario

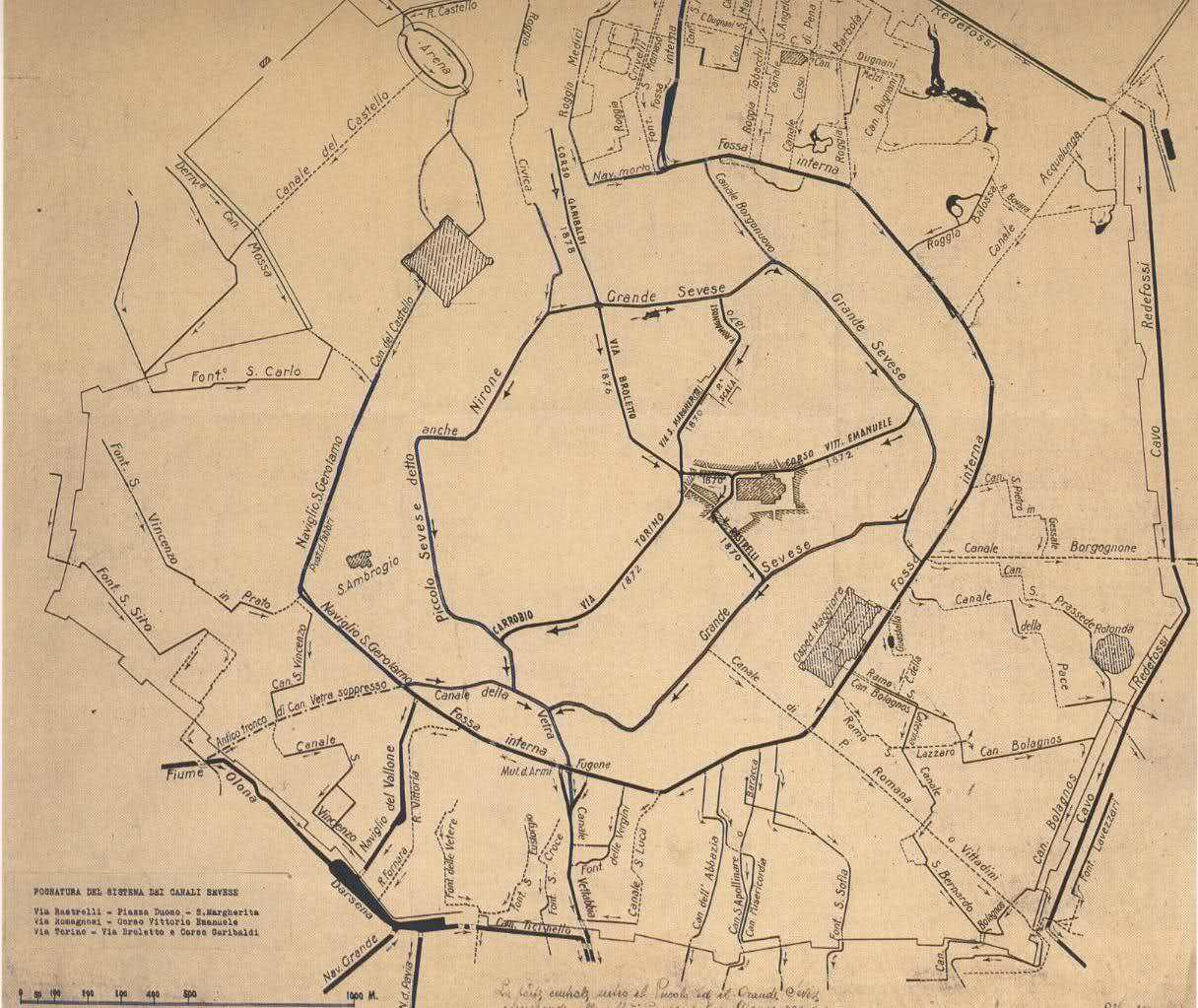
Mappa schematica del 1870 che raffigura l'idrografia di Milano con segnati i corsi d'acqua, sia naturali che artificiali, che attraversavano la città. Si possono notare anche i tracciati dei canali Vetra, Grande Sevese e Piccolo Sevese, quest'ultimo chiamato anche "Nirone"

In origine il Nirone non confluiva nel Guisa ma proseguiva il suo percorso giungendo in modo autonomo a Milano, dove seguiva il suo alveo naturale corrispondente al percorso dei moderni Piccolo Sevese, canale Vetra e Vettabbia per poi giungere a San Giuliano Milanese e confluire nel Seveso. 
In tempi antichi il Nirone fu deviato nel Guisa-Merlata per aumentare la portata di quest'ultimo nel suo tratto milanese: il tratto a valle della deviazione però non si prosciugò, ma rimase attivo come una roggia, alimentata dai numerosi fontanili e dal reticolo irriguo della zona, prendendo il nome di "roggia civica". 
Il torrente Nirone in origine giungeva a Milano con il alveo naturale seguendo il percorso della già citata "roggia civica", che proveniva da nord entrando in città dalla pusterla delle Azze e costeggiando il moderno Cimitero Monumentale di Milano, per poi proseguire all'incirca lungo le moderne corso Garibaldi, via Broletto e via Torino e percorrere il suo alveo naturale nel letto del futuro canale Vetra, che confluisce nella Vettabbia, corso d'acqua ampliato dagli antichi Romani e che corrisponde al tratto terminale dell'alveo naturale del Nirone. La Vettabbia sfocia poi nel Cavo Redefossi (corrispondente invece all'antico letto naturale del Seveso, primo fiume facente parte dell'idrografia di Milano a cui gli antichi Romani modificarono il percorso) a San Giuliano Milanese.
Il cambiamento del percorso del Nirone è direttamente collegato alla già citata modifica del percorso del fiume Seveso. Dato che l'antica Mediolanum era cresciuta e serviva nuova acqua per i più svariati usi (per gli artigiani nonché per gli usi pubblici, domestici e difensivi) gli antichi Romani deviarono parte delle acque del Seveso, che scorreva lungo il perimetro orientale dell'abitato, verso il torrente Nirone, che transitava poco più a ovest. 
Furono scavati due canali artificiali che avevano origine da due punti precisi dell'alveo naturale del Seveso, uno all'altezza dell'incrocio tra le moderne vie Borgonuovo e monte di Pietà, e l'altro più a sud all'altezza della futura Porta Romana medievale: entrambi vennero scavati verso ovest per intercettare il corso del Nirone. Anche il corso del Nirone venne modificato, con lo spostamento del suo alveo ancora più a ovest grazie alla costruzione di un canale artificiale che era la naturale prosecuzione verso occidente del canale che intercettava il Nirone all'altezza delle moderne vie Borgonuovo e monte di Pietà: questo canale diventò il nuovo alveo del Nirone. 

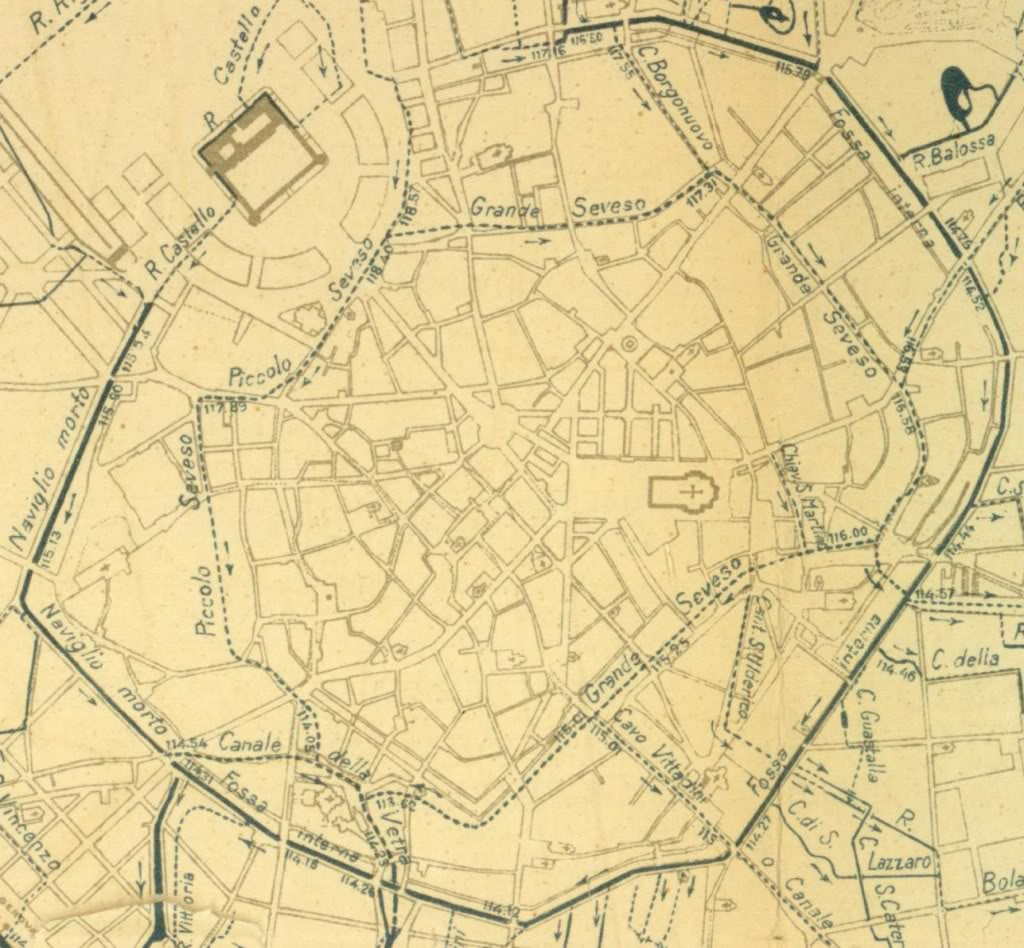
Mappa di Milano del XIX secolo che raffigura l'idrografia di Milano con segnati i corsi d'acqua, sia naturali che artificiali, che attraversavano la città. Si possono notare anche i tracciati dei canali Vetra, Grande Sevese e Piccolo Sevese: quest'ultimo ricalca nel suo percorso l'alveo originario del Nirone, tant'è che è anche conosciuto anche con questo nome

In particolare il nuovo alveo del Nirone rettificava verso ovest l'originario corso del torrente, per poi piegare verso sud e intercettare l'alveo naturale del Nirone all'altezza della moderna piazza Vetra, nei pressi della futura basilica di San Lorenzo, dove tornava a scorrere nell'antico letto con il nome di canale Vetra.
Con la costruzione di questi canali, si creò un anello d'acqua che circondava il centro abitato di Milano. Al tratto occidentale di questo anello d'acqua (ovvero il nuovo alveo artificiale del Nirone) fu dato il nome di Piccolo Sevese (l'antico toponimo però non scomparve completamente, visto che il Piccolo Sevese è conosciuto ancora oggi anche con il nome di "Nirone"), mentre alla restante parte dell'anello d'acqua, quella che circondava Milano a nord, a est e a sud (ovvero il corso d'acqua costituito dal letto naturale del Seveso e dai due canali artificiali realizzati per intercettare le acque del Nirone) fu dato il nome di Grande Sevese.
Il nuovo alveo del Nirone fu chiamato "Piccolo Sevese" perché questo corso d'acqua, sebbene avesse una portata d'acqua più limitata (tant'è che è classificato come un "torrente"), aveva il medesimo ruolo del fiume Seveso, ovvero portare acqua alla città e al suo fossato difensivo.
L'anello d'acqua formato dal Grande Sevese e dal Piccolo Sevese diventò poi il fossato delle mura romane di Milano, che vennero costruite in posizione poco più interna rispetto a questo sistema idraulico circolare. In particolare il Grande Sevese costituiva il lato settentrionale, meridionale e orientale del fossato, mentre il Piccolo Sevese ne formava il suo ramo occidentale. Con la sua deviazione artificiale verso ovest, il Nirone circondava ora in modo più ampio e efficace il lato occidentale del centro abitato dell'antica Mediolanum. Il Grande Sevese e il Piccolo Sevese esistono ancora e sono i canali più antichi di Milano, dato che risalgono all'età romana repubblicana.
Il Piccolo Sevese, che è attivo ancora oggi, percorre sotto il manto stradale diverse vie del centro di Milano partendo da Foro Bonaparte angolo via Tivoli (un tempo rifornito d'acqua dalla già accennata "roggia civica", che si innestava nel Piccolo Sevese nel punto in cui il Nirone fu anticamente deviato verso ovest), toccando via San Giovanni sul Muro, corso Magenta e via Nirone e arrivando nei pressi del Carrobbio per poi giungere in piazza Vetra, dove sfocia nel canale Vetra.
Dalla presenza del letto artificiale del Nirone, poi diventato Piccolo Sevese, è derivato il nome di "via Nirone", strada laterale di corso Magenta situata nei pressi di questo canale artificiale. Come già accennato, altra traccia dell'antica presenza di questo torrente in città è il fatto che l'altro nome con cui viene comunemente chiamato il Piccolo Sevese sia ancora oggi "Nirone". Il Grande Sevese e il Piccolo Sevese si uniscono poi in piazza Vetra, nei pressi della basilica di San Lorenzo, dando origine al canale Vetra, che confluisce poi nella Vettabbia, corso d'acqua reso navigabile dagli antichi Romani canalizzando l'antico alveo naturale del Nirone.

## Mappa dell'idrografia originaria di Milano

Mappa dell'idrografia e del territorio originario di Mediolanum prima delle modifiche compiute dagli antichi Romani. L'area paludosa indicata sulla mappa come pantano diventò poi, grazie a lavori di bonifica, il porto fluviale romano di Milano. Il centro del villaggio celtico era situato nei pressi della moderna piazza della Scala, dove era presente il santuario principale della comunità, mentre il successivo villaggio romano venne situato nei pressi l'odierna piazza San Sepolcro. Al centro del villaggio romano fu poi costruito il foro romano di Milano